# As Simiya
As Simiya (àrab: السيمياء, as-Sīmiyāʾ) és un poble palestí proper a la ciutat de Dura, a la governació d'Hebron, al sud de la Cisjordània. Es troba uns 14 km a l'oest de la ciutat de Hebron i 460 metres sobre el nivell del mar. Segons el cens de 1997, tenia una població de 1.225 habitants. El 2018, As-Simiya i Deir Sammit compartien consell municipal, anomenat Consell Municipal de Deir Samit i As-Simiya.

## Geografia i límits del poble
El poble està situat a l'oest de la ciutat de Dura i dins dels seus terrenys (Conca Natural núm. 22). La ciutat d'As Simiya es troba a una altitud de 460 metres sobre el nivell del mar.
- Des del sud: Beit Awwa
- Des del nord: Al-Muwarraq
- Des de l'est: Deir Sammit
- Des de l'oest: al-Kum

El 1961, la població de Khirbet Simiya o Khirbet Simia era de 196 habitants. En el primer cens palestí del 1997, la població era de 1.225 habitants.

## Història
Inclou ruïnes de pobles, restes d'edificis, cisternes d'aigua, llindes de portes tallades i tombes excavades a la roca amb columnes.
En els registres fiscals de l'Imperi Otomà, Khirbet Simia s'esmentava com a terra cultivada pels agricultors de la zona. El 1838, va ser registrat com a lloc i ruïna, part del districte d'Hebron. El 1863, Victor Guérin va anomenar el lloc Khirbet Simia.
Va quedar sota el Mandat Britànic de Palestina el 1922. Va quedar sota administració jordana després de la guerra de 1948, com a resultat dels acords d'armistici de 1949. El cens jordà de 1961 va trobar 196 habitants a As Simiya, que anomenaven Sumayyeh.
El poble va quedar sota l'ocupació israeliana després de la Guerra dels Sis Dies el 1967. Després de l'establiment de l'Autoritat Palestina el 1994, el poble va quedar sota el seu domini.

## Galeria d'imatges

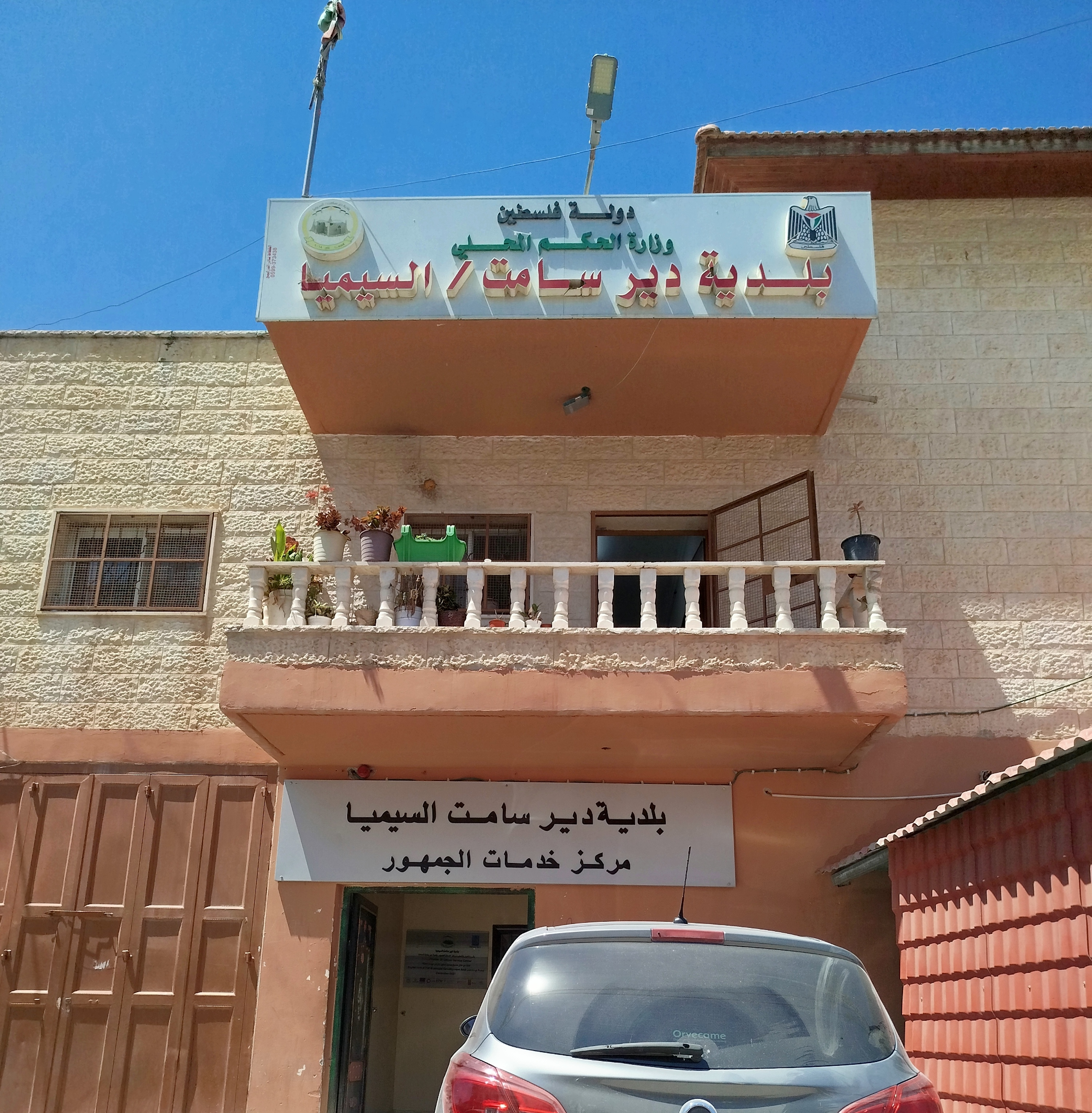
Seu de l'ajuntament de Deir Samit i As-Simiya
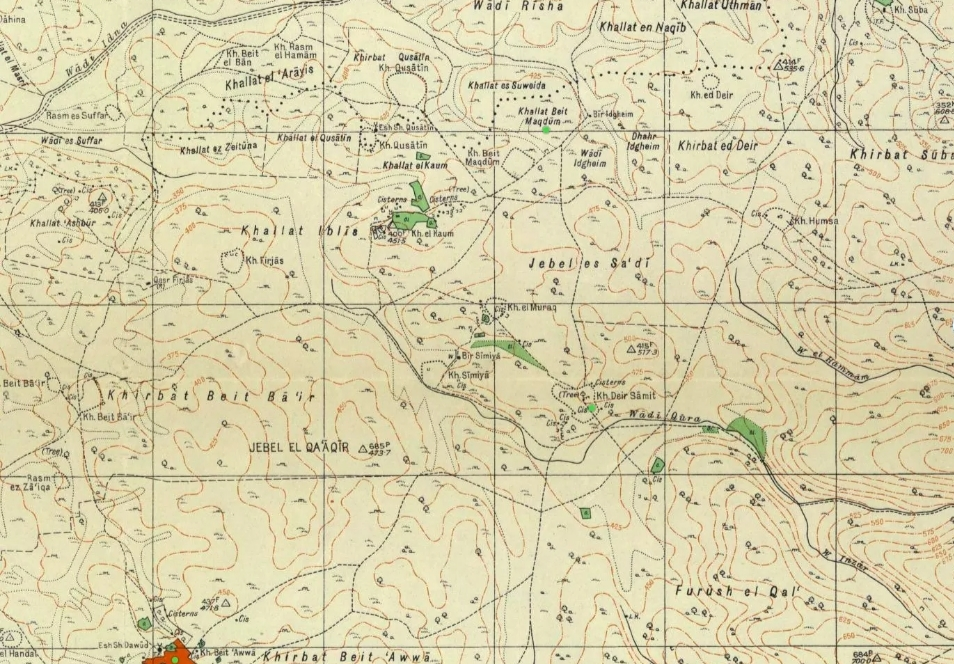
As Simiya